# ستيوارت روبرتس (لاعب كرة قدم)
ستيوارت روبرتس (بالإنجليزية: Stuart Roberts)‏ (25 مارس 1967 في المملكة المتحدة - ) هو لاعب كرة قدم بريطاني في مركز حراسة المرمى. لعب مع ديري سيتي وستوك سيتي ونادي أوزورتي تاون ‏.